# Vaggatem
Vaggatem (finsk: Vouvatusjärvi, Russisk: Ваггатем) er en sø på grænsen mellem Norge og Rusland. Den norske del ligger i Sør-Varanger kommune i Troms og Finnmark fylke, mens den russiske del ligger i Murmansk oblast.